# Principe di Carignano
Le Principe di Carignano était le navire de tête des navires cuirassés de classe Principe di Carignano, construits pour la Regia Marina italienne dans les années 1860.
Il a été le premier cuirassé construit en Italie ; sa quille a été posée en janvier 1861, sa coque a été lancée en septembre 1863 et elle a été achevée en juin 1865. Principe di Carignano était un cuirassé armé d'une batterie de dix canons de 203 millimètres (8 po) et de douze canons de 164 millimètres (6,5 pouces).
Principe di Carignano a vu l'action lors de la bataille de Lissa en 1866 pendant la troisième guerre d'indépendance italienne. Là, il dirigea la ligne de bataille italienne, en tant que navire amiral de l'amiral Giovanni Vacca. L'escadron de tête de la flotte italienne s'est séparé du reste de la flotte et n'a pas été fortement engagé. Sa carrière a été limitée après la guerre, en raison de l'émergence de cuirassés plus modernes de type navire à batterie centrale et d'une réduction sévère du budget naval italien à la suite de leur défaite à Lissa. Le navire a été rayé du registre naval en 1875 et démantelé pour libérer les fonds nécessaires aux nouveaux cuirassés en construction.

## Conception
Principe di Carignano mesurait 72.98 mètres de longueur entre perpendiculaires ; il avait un maître-bau de 14,44 m et un tirant d'eau moyen de 5,45 m. Son système de propulsion se composait d'une machine à vapeur marine à expansion unique qui entraînait une hélice, avec de la vapeur fournie par quatre chaudières à tubes de fumées rectangulaires alimentées au charbon. Les chaudières étaient ventilées par une seule cheminée. Son moteur a produit une vitesse de pointe de 10.4 nœuds (19.3 km/h) à partir de 1968 chevaux (1468 kW). Il pouvait parcourir environ 1.200 milles marins (2.400 km) à sa vitesse maximale. Pour compléter sa machine à vapeur, le navire était gréé en Trois-mâts goélette.
Principe di Carignano était un cuirassé à bordée, portant toutes ses armes dans l'arrangement traditionnel de bordée. Il était armé d'une batterie principale de dix canons de 203 mm (8 po) et de seize canons rayés à chargement par la bouche de 164 mm (6,5 po). Le navire était équipé d'un éperon à la proue. La coque en bois du navire était gainée d'une armure de ceinture en fer forgé d'une épaisseur de 121 mm (4,75 po).